# Шерсткова, Валентина Яковлевна
 Валентина Яковлевна Шерсткова  (род. 09.05.1938) — машинист крана Нижнетагильского металлургического комбината имени В. И. Ленина Министерства металлургии СССР, Свердловская область, полный кавалер ордена Трудовой Славы (1990).

## Биография
Родилась 9 мая 1938 года в городе Тула в семье рабочего. Когда началась война, Валя Лайкина (девичья фамилия) была совсем маленькой. Жили с семьей в Туле, детей было семь человек, отец работал на заводе.
В Нижний Тагил Свердловской области семья Валентины приехала в 1946 году. Отец, Яков Степанович Лайкин, был очень хорошим каменщиком-огнеупорщиком, его в тяжелейшие годы восстановления экономики страны, когда квалифицированные кадры в любом городе были на вес золота, его отправили на Урал, где в Нижнем Тагиле намечалось строительство новых металлургических цехов. Трудовую деятельность начала после окончания средней школы в трудиться на НТМК начала в 17 лет. Сначала в сатураторной готовила газированную воду для металлургов. А в 18 лет стала крановщицей в колесопрокатном цехе. «Колеске» отдала тридцать пять лет. Все типы кранов освоила на Нижнетагильском металлургическом заводе (впоследствии — Нижнетагильский металлургический комбинат, НТМК) имени В. И. Ленина. В дальнейшем стала машинистом крана на НТМК.
Указами Президиума Верховного Совета СССР от 21 апреля 1975 года и от 2 марта 1981 года награждена орденами Трудовой Славы 3-й и 2-й степеней.
Указом Президента СССР от 25 июня 1990 года за большой вклад в повышение производительности труда, выпуск новых высокоэффективных видов продукции на основе внедрения передовых технологий Шерсткова Валентина Яковлевна награждена орденом Трудовой Славы 1-й степени. Стала полным кавалером ордена Трудовой Славы.
В настоящее время — на пенсии.
Валентина Яковлевна про героев говорит так: 

«Сейчас, наверное, каждого спросите, скажет, что сейчас герои — медики, врачи. Вот у кого действительно невидимый бой с невидимым врагом. Они делают свою работу, и я считаю их героями. И даже молодые — те же волонтеры. Сейчас в данное время они герои».
Сегодня моя мечта, чтобы коронавирус наконец отступил, чтобы снова встретиться с друзьями-ветеранами, чтобы все были здоровы.
— 
Занималась шефской работой. Для ребят из детдома устраивала экскурсии на производство, в музеи. Спортивные вылазки на природу, комсомольские праздники — все на ней, на активистке. Тот заряд энергии, что в молодости получен, и сегодня никуда не делся. Вместе с супругом занимается бальными танцами. Коллектив «Вдохновение» — постоянный участник фестивалей — и городских, и областных. Ведёт активную общественная жизнь работает в советах ветеранов ЕВРАЗ НТМК и в городском. Член Совета ветеранов горняков и металлургов Свердловской области.
Живёт в Нижнем Тагиле.

## Награды
- Награждена орденами Трудовой Славы 1-й, 2-й, 3-й степеней:
  - 3 ст. 21.04.1975 № 63932
  - 2 ст. 02.03.1981 № 5957
  - 1 ст. 25.06.1990 № 724
- Другими медалями, в том числе медалями ВДНХ СССР, знаками «Ударник пятилетки», «Победитель социалистического соревнования»[1].